# Copa Bernardo O'Higgins
La Copa Bernardo O'Higgins, nombrada así en honor a Bernardo O'Higgins (figura fundamental de la independencia de Chile), fue un torneo amistoso de fútbol disputado entre las selecciones nacionales masculinas de Brasil y Chile entre los años 1955 y 1966, jugándose siempre dos partidos en el mismo país y alternando la condición de local.
La primera versión, disputada en Brasil en 1955, fue ganada por el local y en la última edición, disputada en Chile en 1966, el título fue compartido por ambas escuadras. En total, la Selección de Brasil ganó el torneo en 4 ocasiones, mientras que la Selección de Chile lo hizo en 2 oportunidades.

## Ediciones
| Año          | País Ganador   |
| ------------ | -------------- |
| 1955 Detalle | Brasil         |
| 1957 Detalle | Chile          |
| 1959 Detalle | Brasil         |
| 1961 Detalle | Brasil         |
| 1966 Detalle | Brasil y Chile |

## Palmarés
| Títulos | País   | Años                   |
| ------- | ------ | ---------------------- |
| 4       | Brasil | 1955, 1959, 1961, 1966 |
| 2       | Chile  | 1957, 1966             |

## Ediciones destacadas

### II Edición
La Copa Bernardo O'Higgins de 1957 fue la segunda celebración de esta competición. Esta versión del torneo se jugó en la ciudad de Santiago de Chile, en dos partidos disputados los días 15 y 18 de septiembre. La selección de Chile se queda con la Copa, siendo el primer torneo amistoso a nivel internacional conseguido por la escuadra chilena en su historia.
| 15 de septiembre de 1957 | Chile       | 1:0 (?:?) | Brasil | ?, Santiago de Chile |                   |
|                          | Melendez ?' |           |        | Árbitro(s): ? (?)    | Árbitro(s): ? (?) |

| 18 de septiembre de 1957 | Chile        | 1:1 (?:?) | Brasil | ?, Santiago de Chile |                   |
|                          | Fernández ?' |           |        | Árbitro(s): ? (?)    | Árbitro(s): ? (?) |

### V Edición
La Copa Bernardo O'Higgins de 1966 fue la quinta y última edición del torneo. Esta versión se disputó en Chile, en las ciudades de Santiago y Viña del Mar, los días 17 y 20 de abril respectivamente. Ambas selecciones comparten el trofeo, ya que se da un empate total en cuanto a puntos, diferencia de goles y tantos anotados y recibidos.
| 17 de abril de 1966 | Chile | 0:1 (?:?) | Brasil | ?, Santiago de Chile |  |
|                     |       |           |        | Árbitro(s): ? (?)    |  |

| 20 de abril de 1966 | Chile | 2:1 (?:?) | Brasil | ?, Viña del Mar   |  |
|                     |       |           |        | Árbitro(s): ? (?) |  |